# Bühnenhaus Gummersbach

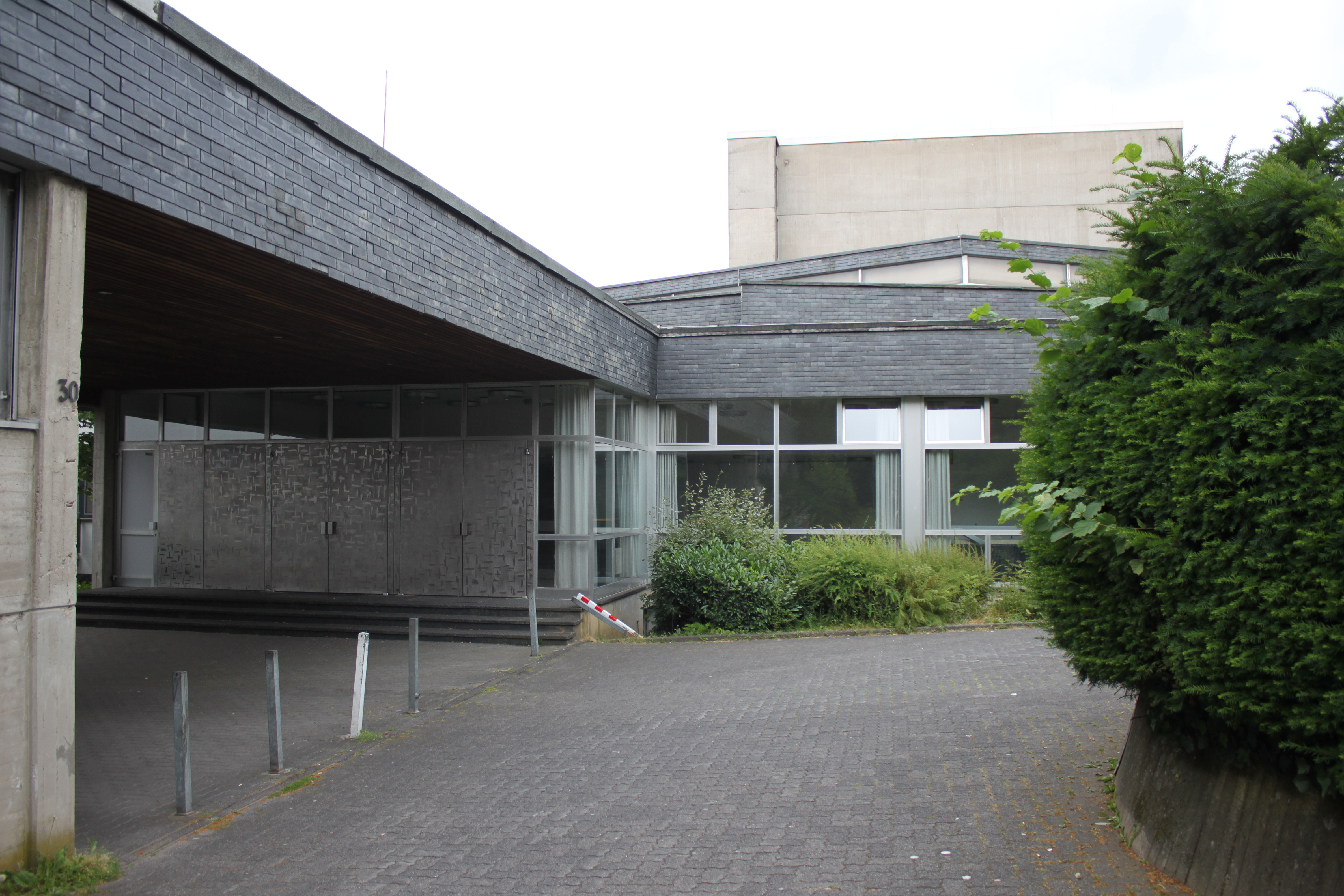
Haupteingang OG, Foyeranbau und Bühnenturm

Das Bühnenhaus Gummersbach wurde 1974 als Theater für den Oberbergischen Kreis und Aula des heutigen Städtischen Lindengymnasiums in der Innenstadt von Gummersbach eröffnet. Ende der 1970er Jahre erhielt das Gebäude den Namen Theater der Stadt Gummersbach.

## Lage
Das Bühnenhaus liegt in der Innenstadt von Gummersbach in unmittelbarer Nähe zum Rathaus, der Kreis- und Stadtbücherei Gummersbach, dem Kreishaus des Oberbergischen Kreises, den öffentlichen Sportstätten und dem Städtischen Lindengymnasium an der Reininghauser Straße.

## Architektur und Ausstattung

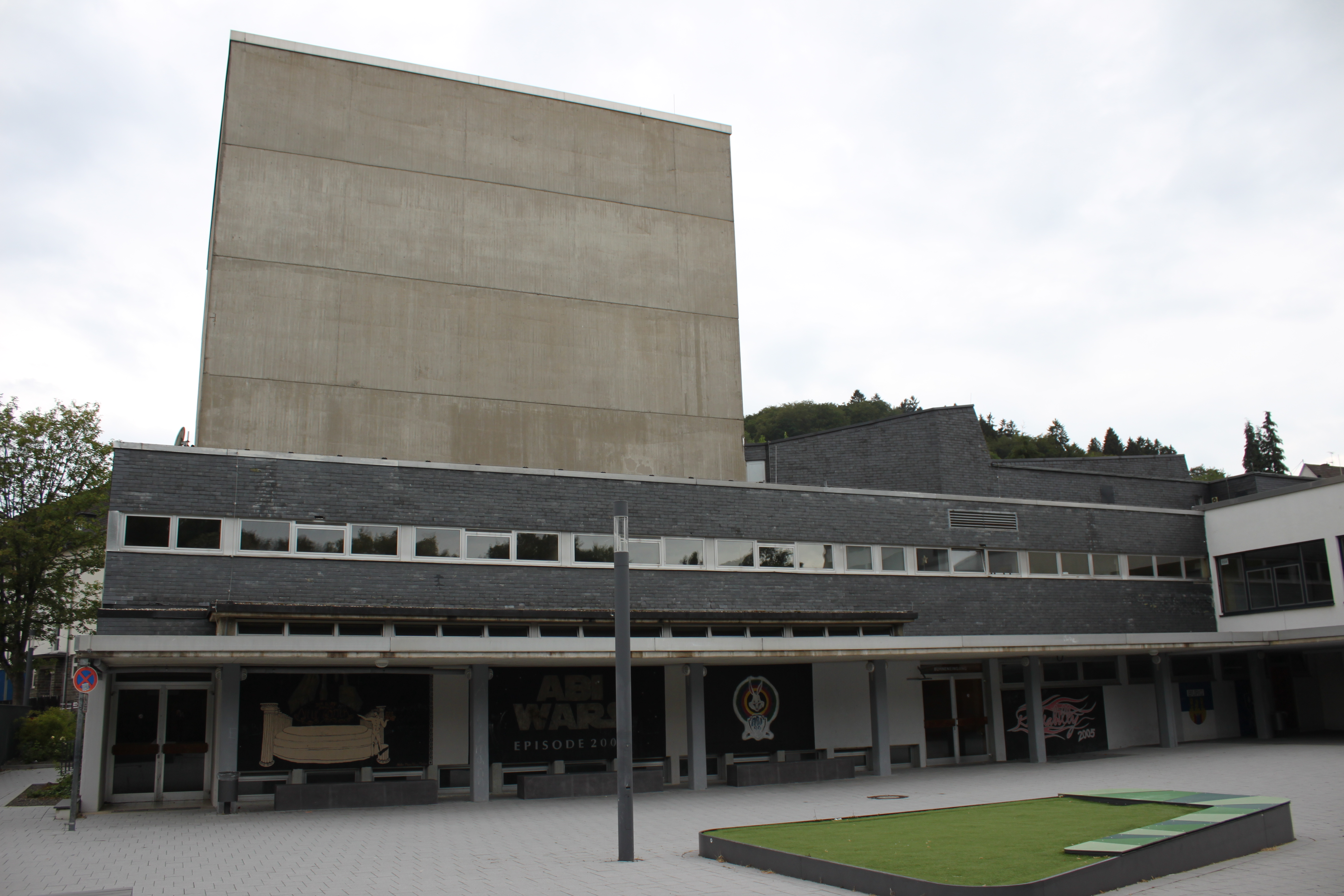
Bühneneingänge UG, Garderoben OG, Bühnenturm

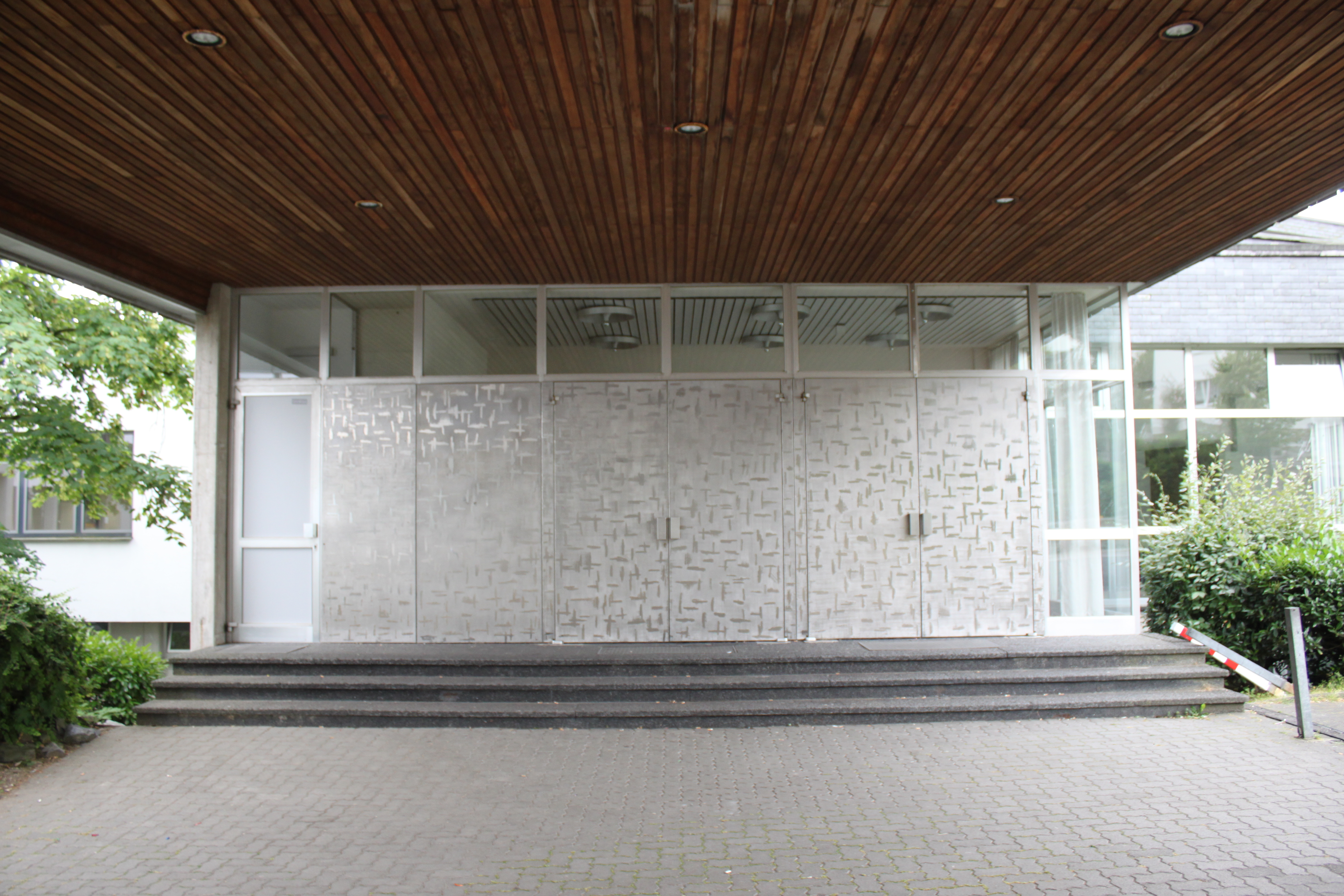
Haupteingang mit Edelstahltüren

Bei dem Gebäude handelt es sich um ein von 1971 bis 1974 erbautes Theater des Marienheider Architekten Hans Brandt (Schüler von Hans Poelzig: u. a. Theodor-Heuss-Akademie Gummersbach 1965, „Backfischaquarium“ Mädchengymnasium Siegburg 1954, heute Gymnasium Siegburg Alleestraße) im Stil des Brutalismus. Die Bühnentechnik wurde von Heinrich Ritter, dem technischen Leiter des Theaters der Stadt Bonn eingerichtet. Der Saal hat 800 Sitzplätze, wobei jede zweite Sitzreihe zur Verwendung als Hörsaal zu Tischen umklappbar ist. Räumliche und technische Möglichkeiten zur Simultanübersetzung von Vorträgen wurden ebenfalls vorgesehen. Die Besuchereingänge befinden sich auf zwei Ebenen, wobei die untere barrierefrei ist. Vor dem oberen Haupteingang ist ein Anfahr-Kreisel vorhanden, eine ausreichende Anzahl Parkplätze befindet sich in unmittelbarer Nähe des Bühnenhauses. Das großzügige Foyer auf zwei Ebenen mit Garderoben hat im Obergeschoss eine Cafeteria und im Untergeschoss eine Ausschankmöglichkeit mit Theke. Die Inneneinrichtung der 1970er Jahre ist stilecht und bis heute vollständig erhalten, auch, da das Gebäude nie baulich überformt wurde. Als stilistisch augenfällige Besonderheit stellt sich der Eiserne Vorhang aus Edelstahl mit seinen seinerzeit modernen Gravuren dar, der mit den Eingangstüren des Hauptportals aus gleichem Material und Gravuren korrespondiert. Es gibt mehrere zweckmäßig angeordnete Nebeneingänge sowie eine Anfahrrampe direkt am Bühnenraum.
Abmessungen und Auszug technische Daten:
„Bühnenraumbreite 19 m, Tiefe 15,25 m. Schnürbodenhöhe 18 m, Portalbreite 9 bis 11 m, Portalhöhe bis 6,40 m, Seitenbühne rechts 8,75 × 12,05 m, Höhe 7,50 m, 33 Handkonterzüge je 200 kg + 1 Schleierzug, Tafelboden 2 × 63 A, 2 × 32 A, 2 × 16 A, außerhalb der Bühne können zusätzlich Anschlüsse bis 180 A angeschlossen werden. Beleuchtung: 2 Beleuchtungszüge, Portal- und Z-Brücke mit Scheinwerfern, Projektionseinrichtung (Pani), Stellwarte mit 90 Kreisen, System ADB Mentor + Havariepult ADB S 11, Wechselstrom, Betriebsspannung 230 Volt. Tonanlage: System D & B, 2 Leistungsendstufen je 600 Watt + 2 Endstufen je 480 Watt, Mischpult Allen & Heath GL“

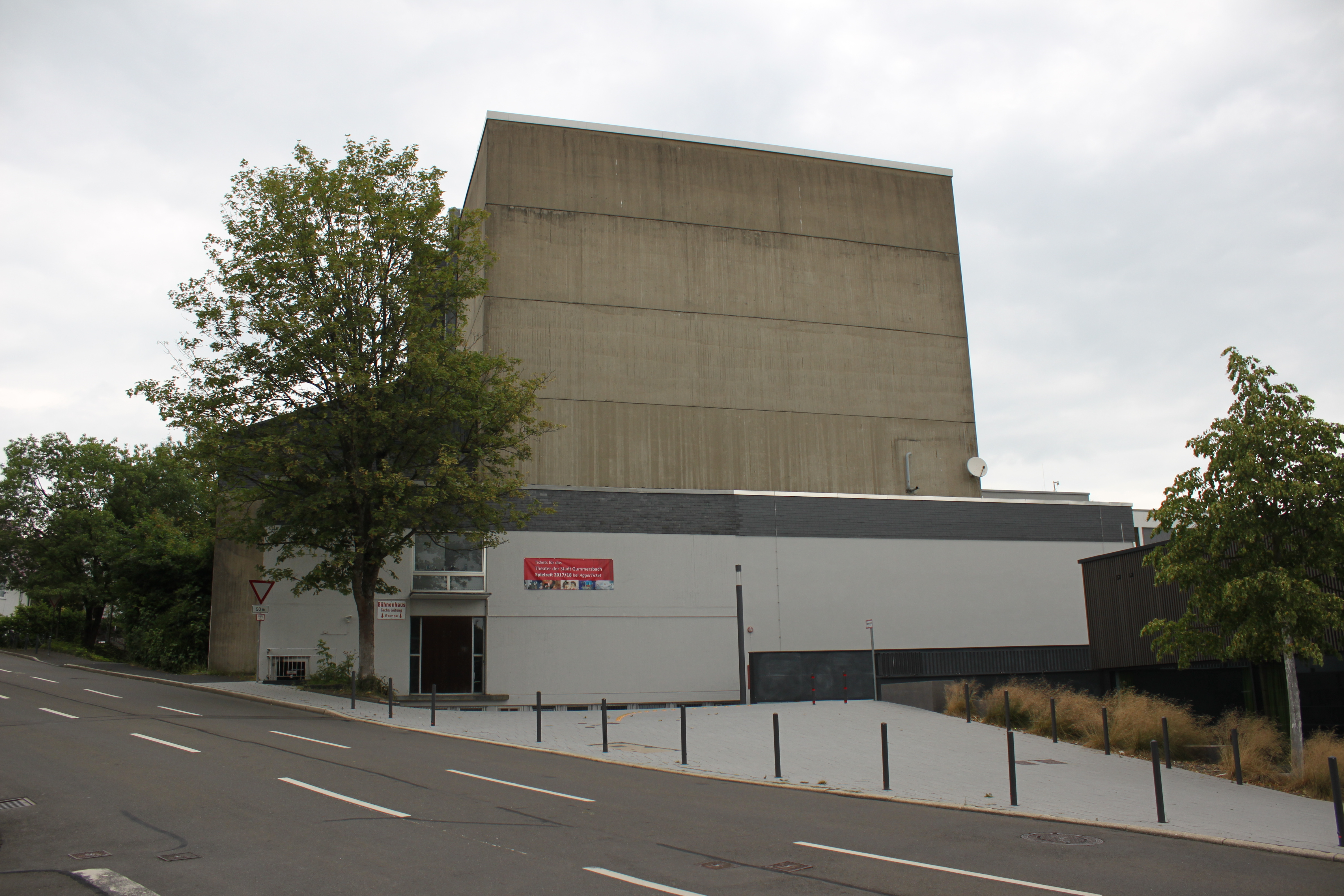
Anlieferungsrampe, Bühneneingang Süd, Bühnenturm

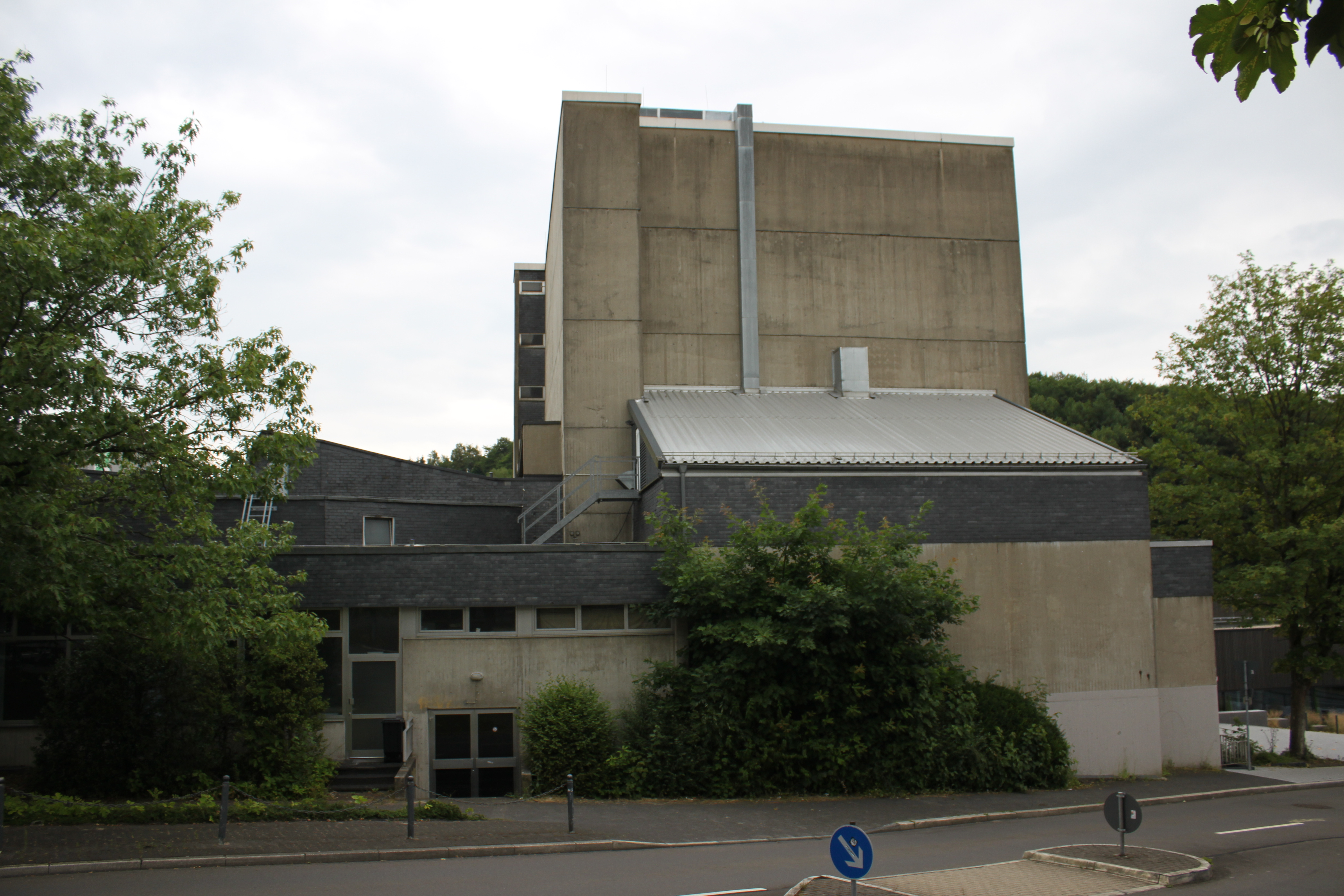
Foyer, Nebeneingang West, Nebenbühne, Bühnenturm

Das Haus wurde technisch immer wieder an die aktuellen Erfordernisse angepasst, ohne dabei die Originaleinrichtung zu beeinträchtigen.

## Geschichte
Im September 1969 wurde auf Grundlage der Untersuchung des Marktforschungsunternehmens Hilpert zur Verbesserung der Attraktivität des Oberbergischen Kreises für Zuwanderer durch Ratsbeschluss der Startschuss gegeben für die Errichtung des Gummersbacher Bühnenhauses als Theater- und Aulagebäude des ebenfalls neu errichteten Städt. Gymnasiums Grotenbach Gummersbach (heute Städt. Lindengymnasium Gummersbach). „Die Kreisstadt sollte ein komplettes Theater erhalten. mit einer Kapazität von 800 Sitzplätzen und modernster Bühnentechnik. Ein Haus, in dem der Großteil der Inszenierungen des Theaters Bonn ungekürzt aufgeführt werden könnte, mit dem Gummersbach ein enges Verhältnis pflegte.“ Für die Realisierung sammelten Gummersbacher Bürgerinnen und Bürger durch vielfältige Aktionen gut 300.000,- DM an privaten Spenden, wobei das selbstgesteckte Ziel von 750.000 DM deutlich verfehlt wurde. Der Oberbergische Kreis beteiligte sich mit 500.000,- DM – die Hauptlast der Baukosten allerdings, die sich schließlich auf rund 8,5 Millionen DM beliefen, trug die Stadt Gummersbach. Ursprünglich war von einer Investitionssumme von 3,3 Millionen DM ausgegangen worden.
„Am 26. Oktober 1974 öffneten sich offiziell die Türen für das ‚Bühnenhaus Gummersbach‘. So mancher mag sich angesichts der vielen Schwierigkeiten noch ungläubig die Augen gerieben haben, ob es denn tatsächlich wahr geworden ist, was der Ratsbeschluss von 1969 eingeleitet hatte. Doch mit der Eröffnung und dem überwältigenden Eindruck, den das Haus auf die Gäste machte, schienen sämtliche schmerzhaften Wehen vergessen. Die Stadt Gummersbach feierte ihr Theater!“
Von Anfang an war ein festes Ensemble für das Bühnenhaus nicht vorgesehen, sondern ein Betrieb als Bespieltheater, der am 27. Oktober 1974 mit der Aufführung der Mozart-Oper „Don Giovanni“ durch das Ensemble der Bonner Oper, dem Orchester der Bonner Beethovenhalle unter der musikalischen Leitung von Ralf Weikert aufgenommen wurde.
In der folgenden Blütezeit tat sich das Bühnenhaus durch zahlreiche und außerordentlich beliebte Eigenproduktionen unter der Leitung des Kulturbeauftragten der Stadt Gummersbach, Gus Anton, hervor. „Als das Haus im Oktober 1984 sein zehnjähriges Bestehen feierte, zählte das Kulturamt 5.500 Abonnenten in zwölf Anrechten. ARD und ZDF berichteten mehrfach über die kulturellen Aktivitäten in Gummersbach, insbesondere vor dem Hintergrund der Eiqenproduktionen. Das Engagement in der Kreisstadt galt als vorbildhaft für eine Mittelstadt.“ Im Jahr 1989 verzeichnete das Bühnenhaus den Rekord mit 70.000 Besuchern.
Zum 25-jährigen Jubiläum 1999 war in den Jahren zuvor aufgrund von Sparmaßnahmen allerdings das Programmangebot deutlich verkleinert worden und die Zahl der Abonnenten sank entsprechend. Verschiedene bürgerschaftliche Bemühungen, die finanziellen Einschnitte im Kulturbereich abzufedern, hatten nur bedingt Erfolg.
Am 30. April 2013 wurde im Rat der Stadt beschlossen, das Gebäude zugunsten eines Schulanbaus des angrenzenden Gymnasiums 2018 zu schließen und 2019 abzureißen, sollte es nicht gelingen, die Abonnentenzahlen zu steigern und den Zuschussbedarf dauerhaft zu begrenzen oder tragfähige Vorschläge für einen nachhaltigen Betrieb aus der Bürgerschaft zu bekommen. Die Zahl der Abonnenten lag 2013 bei 950.
2017 wurde klar, dass ein Schulerweiterungsbau nicht notwendig ist und von der Gummersbacher Stadtplanung auch nicht weiter verfolgt wird. Somit entfiel auch der für 2019 beabsichtigte Abriss des Bühnenhauses. Dennoch wurde weiter an einer Schließung des Bühnenhauses im Jahr 2018 festgehalten, obwohl die Bedingungen des Ratsbeschlusses aus dem Jahr 2013 erfüllt wurden. Eine vom Musical-Project Oberberg e.V. initiierte Unterschriftenaktion unter openpetition.de für den Erhalt des Theaters erbrachte rund 6.500 Teilnehmer. Im April 2018 gründete sich ein Förderverein für den Erhalt, die Pflege und den Betrieb des Bühnenhauses Gummersbach. Am 29. Mai 2018 beschloss der Rat der Stadt Gummersbach auf Beschlussvorlage des Bürgermeisters einstimmig, das Bühnenhaus zu schließen und beim Land NRW Fördermittel der Regionale 2025 für eine Komplettsanierung zu beantragen.

## Veranstaltungen
Das Bühnenhaus ist das einzige Theatergebäude der Stadt Gummersbach und bot als vollwertiges Dreispartenhaus bis zu seiner vorläufigen, aus nicht öffentlich nachgewiesenen Gründen von Seiten der Stadtverwaltung erfolgten Schließung am 11. Juni 2018 jährlich Veranstaltungen verschiedener Art an. Zu den Veranstaltungen zählen klassische Konzerte, Musicals, Schauspiele, Boulevardtheater, Kabarett und Ballett, sowie Kindertheater.